# Enrico Lazzarotto
Enrico Lazzarotto (Bassano del Grappa, 14 gennaio 1973) è un ex canoista italiano.

## Biografia
Nato nel 1973 a Bassano del Grappa, in provincia di Vicenza, nel 2000 ha vinto l'oro nel K-1 a squadre agli Europei slalom di Mezzana, insieme a Pierpaolo Ferrazzi e Matteo Pontarollo, chiudendo con il risultato di 122.77.
A 27 anni ha partecipato ai Giochi olimpici di Sydney 2000, nello slalom K-1, qualificandosi alla finale con il 13º punteggio, 262.22, e terminando 14º in finale, con il risultato di 235.92.

## Palmarès

### Europei slalom
- 1 medaglia:
  - 1 oro (K-1 a squadre a Mezzana 2000)